# یاما آراشی
یاما آراشی (به ژاپنی: 山嵐)-(به انگلیسی: Yama arashi) یکی از فنون و تکنیک‌های دستهٔ ناگه-وازا رشتهٔ ورزشی جودو است که در زیردستهٔ ته-وازا دسته‌بندی می‌شود.